# Vicente Tosta Carrasco
Vicente Tosta Carrasco (* 16. März 1881 in Jesús de Otoro, Intibucá; † 7. August 1930 in Tegucigalpa) war ein honduranischer Offizier und Politiker. Vom 30. April 1924 bis 1. Februar 1925 war er Staatspräsident.

## Leben
Seine Eltern waren Arcadia Carrasco Paz und Pedro Tosta López.
1899 heiratete er Francisca Fiallos Inestroza.
1904 trat er in die Escuela Militar in Toncontín ein.
1908 wurde er zum Leutnant befördert.
Er wurde Ausbilder der Guardia de Honor Presidencial und 1909 zum Capitán befördert.
Er leitete die Offiziersschule Ocotepeque.
In Tegucigalpa war er mit Oberst Luís S. Oyarzun in der Escuela militar in Tegucigalpa beschäftigt.
1910 wurde er zum Major befördert.
In San Pedro Sula leitete er die Offiziersschule.
1919 beteiligte er sich am Sturz von Präsident Francisco Bertrand. Eine Gruppe um General Rafael López Gutierrez machte im Juli und August 1919 Bürgerkrieg in Honduras. Zu den Aufständischen gehörten: die Generäle Vicente Tosta, Greogrio Ferrera und J. Ernesto Alvarado. Die Militärs ließen die Orte La Esperanza, Marcala, Gracias, Santa Rosa de Copán, Santa Bárbara y San Pedro Sula.
1919 in der Junta und im Regierungskabinett von Francisco Bográn war er Kriegsminister.
1920 im Regierungskabinett von Rafael López Gutiérrez wurde er Entwicklungsminister.
Er wurde zum Oberst und später zum Brigadegeneral befördert.
Er wurde zum Militärinspektor der Nordküste, zum Kommandanten von Puerto Cortés, zum Inspektor des Westens ernannt.
Er kommandierte im Bürgerkrieg im März und April 1924.
Warren G. Harding und Charles Evans Hughes sandten die USS Tacoma als neutral nach Amapala.
Calvin Coolidge sandte die USS Milwaukee nach Amapala. In Amapala wurde an Bord der USS Milwaukee unter Mediation von Sumner Welles vom 23. bis 28. April 1924 verhandelt. General Vicente Tosta hatte bei den Verhandlungen zugesagt, ein Regierungskabinett, welches alle politischen Fraktionen repräsentiert zu bestellen und innerhalb von 90 Tagen die neunte verfassungsgebenden Versammlung einzuberufen.
Seit dem 30. April 1924 amtierte er als Ŭbergangspräsident.
Sein erster Kriegsminister, Gregorio Ferrera, verschanzte sich am 6. August 1924 in Lepaterique und ließ Lamani, La Esperanza, Gracias, Santa Rosa de Copán besetzen.
Seine Truppen wurden in blutigen Kämpfen in Ajuterique, La Paz geschlagen und Gregorio Ferrera ging nach Guatemala ins Exil. Gregorio Ferrera soll im April 1931 einen Angriff von Bananenarbeitern auf Kasernen in Trujillo and Tela initiiert haben. Die Regierung Vicente Mejia Colindres erklärte den Ausnahmezustand und Gregorio Ferrera wurde im Juni 1931 in Chamelecon in einem Hinterhalt erschossen.
Ende November 1924 wurden Präsidentschaftswahlen abgehalten.
Die neunte verfassungsgebende Versammlung ernannte am 25. Januar 1925 Miguel Paz Barahona zum gewählten Präsidenten.
Miguel Paz Barahona machte Presentación Quezada, den Anwalt der United Fruit Company zu seinem Stellvertreter
.
Im Regierungskabinett von Miguel Paz Barahona (1925–1929) war Vicente Tosta Kriegsminister.
Im Regierungskabinett von Vicente Mejía Colindres (1929–1933) diente Vicente Tosta als Regierungs-, Justiz- und Gesundheitsminister. Er verstarb im Amt am 7. August 1930.